# Jarosław Wilner
Jarosław Ryszard Wilner (ur. 20 marca 1958 w Poznaniu, zm. 28 września 2018 w Kościelnej Wsi) – polski działacz związkowy, opozycjonista w okresie PRL.

## Życiorys
Syn Leona i Salomei. W 1977 ukończył Liceum Elektroniczne w Zduńskiej Woli, a w 1997 Wydział Zarządzania Akademii Ekonomicznej w Poznaniu. W latach 1978–2015 pracował jako elektronik i następnie szef biura zarządu w Fabryce Wyrobów Ażurowych Haft (Fabryce Firanek i Koronek Haft SA) w Kaliszu.
We wrześniu 1980 przystąpił do NSZZ „Solidarność”, został przewodniczącym Komitetu Zakładowego. W 1981 był delegatem na Wojewódzki Zjazd Delegatów Województwa Kaliskiego, został członkiem Władz Miejskiej Komisji Porozumiewawczej. Od 13 grudnia 1981 zaangażowany w działalność podziemną związaną z tworzeniem struktur i pism podziemnych. 14 i 16 grudnia współorganizował przerwy w miejscu pracy, pomiędzy 1981 a 1985 zajmował się kolportażem podziemnej prasy w zakładzie i zbiórkami pieniędzy dla rodzin internowanych i aresztowanych. W latach 1982–1983 redaktor, drukarz i kolporter periodyków „Społeczeństwu do Przemyślenia”, „Biuletyn Informacyjny TKK” i „Magazyn Polski Walczącej”. Był współpracownikiem Tymczasowego Komitetu Koordynacyjnego „S” Wielkopolska Południowa i Międzyregionalnej Komisji Koordynacyjnej Kalisz–Konin–Sieradz; uczestniczył w marszach po mszach za Ojczyznę w Kaliszu oraz w niezależnym pochodzie pierwszomajowym. Pomiędzy 1982 a 1983 był kilkukrotnie zatrzymywany, dwukrotnie karany grzywną, poddawany rewizjom w związku ze swoją działalnością, był także rozpracowywany przez MO i WUSW w Kaliszu. Od 1985 współpracował z kaliską Solidarnością Walczącą.
W 1989 był współorganizatorem jawnej „Solidarności” w FWA Haft, został przewodniczącym zakładowej Komisji Rewizyjnej. Pełnił funkcję członka Zarządu Regionu Wielkopolska Południowa, a od 2015 do 2018 przewodniczącego Zarządu. Od 1992 delegat i następnie członek prezydium Krajowego Zjazdu Delegatów, w latach 2012–2014 członek Komisji Krajowej „Solidarności”. Z ramienia tej organizacji został jednym z trzech przedstawicieli struktury branżowej w Zespole Trójstronnym ds. Przemysłu Lekkiego przy Ministerstwie Rodziny, Pracy i Polityki Społecznej. W wyborach parlamentarnych w 1993 otwierał kaliską listę okręgową Komitetu Wyborczego NSZZ „Solidarność”.
Zginął 28 września 2018 w wypadku samochodowym. 5 października 2018 pochowano go na Cmentarzu Tynieckim w Kaliszu.

## Odznaczenia
W 2018 odznaczony pośmiertnie Krzyżem Oficerskim Orderu Odrodzenia Polski, a w 2022 Krzyżem Wolności i Solidarności.